# 佐朗噶
佐朗噶尊者(梵文：Caurangipa)，印度大乘密宗人士，八十四成就者之一。根據他與上師相關傳說，他可能生存的年代介於西元2-9世紀之間，在許多民間故事的版本中，他又被稱為普蘭巴特(Pūran Bhagat)、普蘭瑪(Pūran Mal) 或者簡單稱為普蘭(Pūran)，其字源來自PURA，意指完整，隱喻故事中他的肢體從殘缺邁向完整的過程。 

## 簡介
東印度有位烈瓦巴拉國王之子，十二歲時母親謝世，國王另娶一后，新王后引誘王子不成，設計嫁禍王子，於是佐朗噶被砍斷四肢綁在樹上，阿辛塔撞見此事，為其灌頂，傳授寶瓶氣，授記他獲得成就之時手腳即可復原，並且請牧童郭拉洽在其間照顧佐朗噶。
一日，佐朗噶與在樹林埋寶的商人對話中無意間將財寶變成木炭，發現自身已獲成就，便將自身四肢復原，示現神通。
藏傳佛教傳說佐朗噶未曾將密法傳世，但在納特教派有一分支據稱為佐朗噶所傳承流派。